# Neufchâtel-Hardelot
Neufchâtel-Hardelot è un comune francese di 3 896 abitanti situato nel dipartimento del Passo di Calais nella regione dell'Alta Francia.

## Società

### Evoluzione demografica
Abitanti censiti